# Michael Reaves
Michael Reaves (14 de setembro de 1950 – 20 de março de 2023) foi um escritor e roteirista estadunidense, conhecido por suas contribuições como produtor e editor de histórias de várias séries de desenhos, incluindo Caverna do Dragão, Gargoyles e Batman: The Animated Series.  Ele também foi autor de séries de livros, contos, e ficção original. Trabalhou diversas vezes com Steve Perry. Reaves tinha a Doença de Parkinson, e por um tempo manteve um blog sobre suas experiências lidando com a doença e seus efeitos, que incluíam dificuldade para digitar e perda de fala coerente. Reaves trabalhou extensivamente com coautores entre 2004 e 2015, incluindo sua filha Mallory Reaves.
Reaves morreu em Los Angeles em 20 de março de 2023, aos 72 anos.

## Livros

### Romances
- Mr. Twilight
- Hell On Earth
- Thong the Barbarian Meets the Cycle Sluts Of Saturn (com Steve Perry)
- Voodoo Child
- Night Hunter
- Street Magic
- The Omega Cage (com Steve Perry)
- The Burning Realm
- Dome (com Steve Perry)
- Hellstar  (com Steve Perry)
- The Shattered World
- Darkworld Detective
- Dragonworld (com Byron Preiss)

#### Star Wars
- Star Wars: Darth Maul: O Caçador das Sombras
- Death Star (Estrela da Morte) com Steve Perry (Data de Lançamento 16 de outubro, 2007)

##### Coruscant Nights (As Noites de Coruscant)
- Jedi Twilight (O Crepúsculo dos Jedi) por Michael Reaves (Data de Lançamento julho 2008)
- Chiaroscuro por Michael Reaves (Data de Lançamento setembro 2008)
- Patterns of Force (Padrões da Força) por Michael Reaves (Data de Lançamento novembro 2008)

##### MedStar Duology (Duologia de MedEstrela)
- MedStar I: Battle Surgeons (Cirurgiões de Batalha) por Michael Reaves e Steve Perry
- MedStar II. Jedi Healer (Curadora Jedi) por Michael Reaves e Steve Perry

### Adultos jovens
- I, Alien
- Sword of the Samurai
- Interworld

## Contos
- The Breath of Dragons (1973)
- Passion Play (1974)
- The Century Feeling (November 1974)
- The Sound of Something Dying (1976)
- Amber Day (1977)
- Love Among the Symbionts (1977)
- The Big Spell and The Maltese Vulcan (1977)
- Shadetree (1978)
- Werewind (1981)
- The Tearing Of Graymare House (1983)
- The Night People (1985)
- The Way Home (with Steve Perry) (1991)
- Catspaw (1992)
- Elvis Meets Godzilla (1994)
- Red Clay (2001)
- House Of The Vampire (2003)
- The Adventure Of The Arab's Manuscript (2003)
- Keep Coming Back (2003)
- The Legend Of The Midnight Cruiser (2003)
- Undeadsville (2004)
- Spider Dream (2005)

## Desenhos
- Caverna do Dragão
- The Real Ghostbusters
- 'He-Man and the Masters of the Universe
- Conan and the Young Warriors
- The New Adventures of He-Man
- Peter Pan and the Pirates
- He-Man and the Masters of the Universe (2002)
- Disney's Gargoyles
- Godzilla: The Series
- Batman: The Animated Series
- Batman Beyond
- Invasion America
- My Little Pony
- Spider-Man Unlimited